# فيكتور هيريرا
فيكتور هيريرا (بالإسبانية: Víctor Herrera) هو لاعب كرة قدم بنمي، ولد في 22 أكتوبر 1970 في Pesca ‏ في كولومبيا. لعب مع San Francisco F.C. ‏.

## وصلات خارجية
- فيكتور هيريرا على موقع أرشيف الدراجات (الإنجليزية)
- فيكتور هيريرا على موقع إحصائيات الدراجات الإحترافية (الإنجليزية)
- فيكتور هيريرا على موقع نسبة الدراجات (الإنجليزية)
- فيكتور هيريرا على موقع CycleBase (الإنجليزية)